# Брисеида
Брисеи́да (др.-греч. Βρισηΐς) — персонаж древнегреческой мифологии, один из женских персонажей поэмы Гомера «Илиада». Брисеида — «отчество», прозвище по отцу Брису из Мисии, её собственное имя — Гипподамия.
Во время Троянской войны Брисеида была захвачена греками и как доля в военной добыче, отдана Ахиллу, который делает её своей наложницей. Её муж Менит и три брата убиты при взятии Лирнесса.
Несмотря на то, что греки уничтожили всю семью Брисеиды, она изображается как любящая Ахилла рабыня. Позднее Брисеиду у Ахилла отнимает вождь греческого войска Агамемнон. Это вызывает возмущение Ахилла, и он отказывается от участия в войне. Греки терпят поражения, в том числе гибнет побратим Ахилла Патрокл. Агамемнон вынужден вернуть Брисеиду Ахиллу, после чего тот вновь принимает участие в боевых действиях.
Она оплакивала Ахилла после его смерти.

## Образ в искусстве

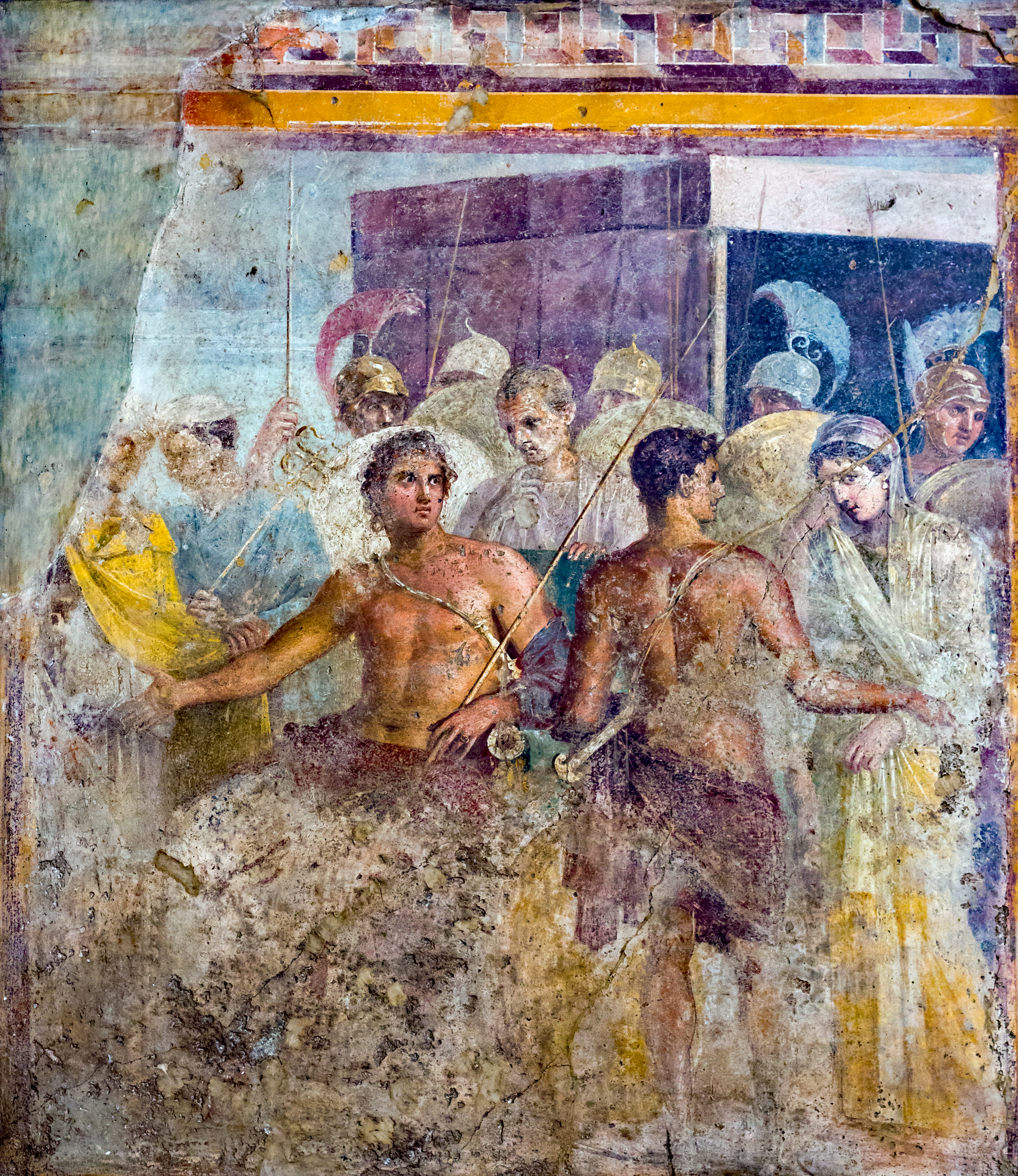
Ахиллес отдаёт Брисеиду Агамемнону. Фреска из Дома трагика в Помпеях, I век, ныне в Национальном археологическом музее Неаполя

Изображена на картине Полигнота в Дельфах. Героиня трагедии Луция Акция «Брисеида». Письмо Брисеиды Ахиллу сочинил Овидий (Героиды III). В Средние века её имя писали Прессида.
Брисеида появляется в «Романе о Трое» Бенуа де Сент-Мора. Начиная с «Филострато» Боккаччо, её имя в литературной традиции изменяется на Крессида; именно под таким именем она фигурирует в поэме Чосера «Троил и Крессида» и в одноимённой драме Шекспира.
Брисеида является главной героиней романа английской писательницы Пэт Баркер «Безмолвие девушек». Она появляется также в нескольких фильмах:
- 1962 — «Гнев Ахилла»; в роли Брисеиды — Глория Милланд.
- 2004 — «Троя»; роль Брисеиды исполнила Роуз Бирн.
- 2018 — мини-сериал «Падение Трои»; в роли Брисеиды — Эми Луиз Уилсон

## В астрономии
В честь Брисеиды назван астероид (655) Брисеида, открытый в 1907 году.

## Прочее
- Бабочка Бархатница бризеида названа в честь Брисеиды.